# Sydney (Új-Skócia)
Sydney (ejtsd: szidni) város Kanada Új-Skócia tartományában. Közigazgatásilag Cape Breton regionális önkormányzat része.

## Földrajz
A Breton-foki-sziget keleti részén, az Atlanti-óceán Sydney-öblének keleti ága partján fekszik, a Sydney folyó torkolatánál.

## Történelem
A települést 1785-ben alapította Joseph Frederick Wallet DesBarres. Közigazgatásilag 1904-ben lett önálló. 1995. augusztus 1-jén beleolvasztották Cape Breton regionális önkormányzatba (Cape Breton Regional Municipality).

## Fordítás
Ez a szócikk részben vagy egészben a Sydney, Nova Scotia című angol Wikipédia-szócikk ezen változatának fordításán alapul.  Az eredeti cikk szerkesztőit annak laptörténete sorolja fel. Ez a jelzés csupán a megfogalmazás eredetét és a szerzői jogokat jelzi, nem szolgál a cikkben szereplő információk forrásmegjelöléseként.